# Johan Henrik Deuntzer
Johan Henrik Deuntzer (Copenaghen, 20 maggio 1845 – Charlottenlund, 16 novembre 1918) è stato un politico danese, esponente del partito riformista (Venstre) e Presidente del Consiglio della Danimarca dal 24 luglio 1901 al 14 gennaio 1905.